# Sint-Servatiuskerk (Boerdonk)

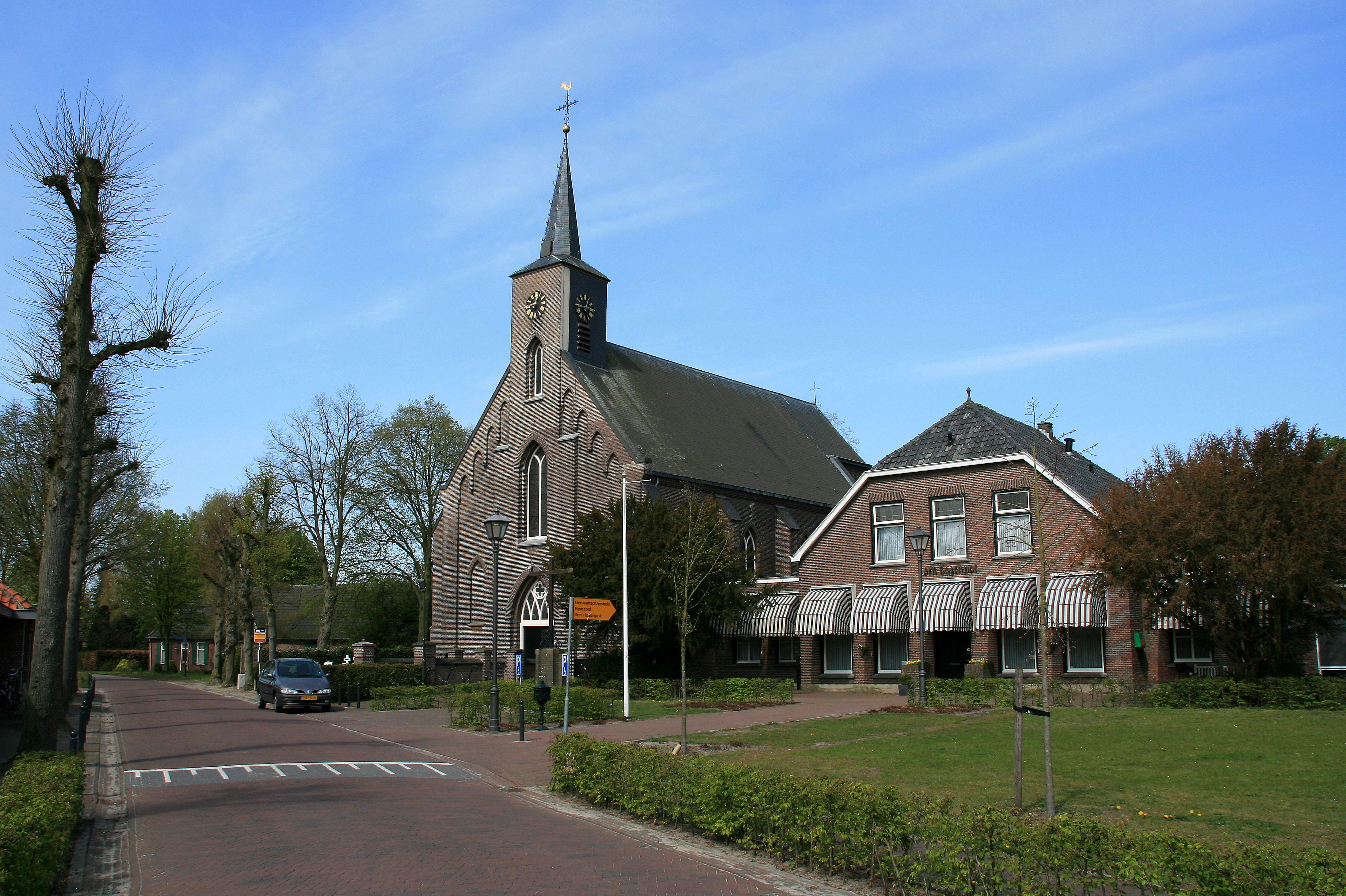
Sint-Servatiuskerk

De Sint-Servatiuskerk is de parochiekerk van de tot de Noord-Brabantse gemeente Meierijstad behorende plaats Boerdonk, gelegen aan de Pastoor van Schijndelstraat 35.

## Geschiedenis
Vanouds bestond te Boerdonk een kapel die ook na 1648 als zodanig bleef bestaan. Pas in 1755 ontdekte men in Den Haag dat in de kapel nog steeds openbare superstitiën plaatsvonden. Gevolg van deze ontdekking was dat de kapel alsnog moest sluiten.
De wens om tot een zelfstandige parochie te komen dateert in Boerdonk van 1852. In 1869 werd de parochie opgericht en vanaf 1871 beschikte deze over een kerk, naar ontwerp van M.H. Verhoekx. In 2013 fuseerde de parochie met een groot aantal andere tot de Franciscusparochie. Hoewel sluiting van de kerk dreigt is deze momenteel (2024) nog als zodanig in gebruik.

## Gebouw
Het betreft een eenvoudig bakstenen eenbeukig neogotisch bouwwerk. De voorgevel heeft druiplijsten en een geveltorentje. Het kerkje bezit een fraai neogotisch altaar.